# Blue Hill (Nebraska)
Blue Hill ist ein Ort im Webster County des US-Bundesstaats Nebraska.

## Geografie
Der Ort liegt im Süden des Bundesstaates Nebraska, unweit der Grenze zum Nachbarstaat Kansas südlich des Little Blue River. Die von Nord nach Süd verlaufende Bundesstraße U.S. Highway 281 liegt östlich von Blue Hill.
Der kleine Ort verfügt unter anderem über einen Park, ein Freibad und einen Golfplatz.

## Geschichte
Blue Hill sollte zuerst Belmont genannt werden, aber da bereits ein anderes Dorf mit dem Namen in Nebraska vorhanden war, wurde das Dorf schließlich „Blue Hill“ genannt. Der Name ist von seiner Lage auf den Hügeln südlich des Little Blue Rivers hergeleitet.